# Cesare Benedetti (ciclista)
Cesare Benedetti (Rovereto, 3 agosto 1987) è un dirigente sportivo ed ex ciclista su strada italiano naturalizzato polacco. È stato professionista dal 2010 al 2024. Nel 2019 ha vinto una tappa al Giro d'Italia.

## Biografia
È nato a Rovereto ma è originario di Ronzo-Chienis, in Trentino. Sposato con una polacca, vive tra Mori e Gliwice e dall'estate del 2021 ha ottenuto la cittadinanza potendo quindi correre sotto licenza polacca e potendo essere quindi convocato da naturalizzato per la nazionale della Polonia.

## Carriera
Tra il 2006 e il 2008 milita tra i dilettanti della Gavardo Tecmor, aggiudicandosi due vittorie, tra cui il Trofeo Edil C a Collecchio nel 2008. Nel 2009 passa alla UC Bergamasca 1902-Colpack-De Nardi, sempre come dilettante Under-23: in stagione si classifica secondo al Trofeo Banca Popolare di Vicenza e sesto al Girobio.
Il 1º agosto 2009 viene messo sotto contratto dalla Liquigas, squadra UCI ProTour, in qualità di stagista. Non viene però confermato, e per il 2010 firma da professionista con la squadra Continental tedesca NetApp. Al primo anno da pro non ottiene risultati; nel 2011 si classifica sedicesimo nella prova in linea dei campionati nazionali e terzo in volata nella quarta frazione del Tour of Britain.
Nel marzo 2012 vince la cronosquadre di Gatteo alla Settimana Internazionale di Coppi e Bartali, alla quale aggiunge il secondo posto nella prima tappa della stessa gara, e veste per due giorni la maglia di leader. In maggio partecipa al suo primo Giro d'Italia: in quella "corsa rosa" si fa notare nella sesta tappa, conclusa al quinto posto. In settembre è ancora quinto nell'ottava e ultima tappa del Tour of Britain. Viene quindi riconfermato dal Team NetApp anche per la stagione seguente. Nel 2013 non riesce ancora a cogliere successi, si piazza però secondo nella classifica scalatori della Tirreno-Adriatico.
Nell'aprile 2015 vince sulle strade di casa la cronosquadre di Riva-Arco al Giro del Trentino, e veste per un giorno la maglia di leader. Nell'ottobre 2015, vive una giornata da protagonista al Giro di Lombardia, dove rimane in testa alla corsa sul muro di Sormano, però alla fine concluderà la classica monumento italiana in 14ª piazza.
Nel 2016 riesce ad aggiudicarsi la classifica di miglior scalatore alla Tirreno-Adriatico, contrassegnata dalla maglia verde. Nello stesso anno prende parte al suo primo Tour de France e alla sua prima Vuelta a España, dove si mette in luce ottenendo un paio di piazzamenti nella top ten. Alla fine di questa stagione viene riconfermato nel team tedesco, che ottiene la licenza UCI World Tour e modifica il proprio nome in Bora-Hansgrohe.
Nel 2017, a seguito della crescita della squadra e di numerosi nuovi acquisti, fra i quali spicca quello del più volte campione del mondo Peter Sagan, il ruolo di Benedetti cambia, infatti da attaccante diventa gregario puro, in aiuto proprio del campione del mondo. Partecipa al Giro d'Italia e alla Vuelta a España.
Nel 2018 è selezionato dalla squadra, per il Giro d'Italia, con l'obiettivo di aiutare i capitani. Il maggior risultato personale stagionale è il terzo posto nella generale della corsa slovacca Okolo Slovenska.
Nel 2019 viene nuovamente inserito nella formazione per la "Corsa rosa", sempre con l'obiettivo di proteggere ed aiutare i capitani (Rafał Majka e Davide Formolo); tuttavia durante la 12ª tappa (la Cuneo > Pinerolo, dedicata a Fausto Coppi), al suo quarto Giro d'Italia, ottiene la prima vittoria da professionista al termine di una lunga fuga. 
Nel 2021 partecipa al campionato del mondo su strada, corso nelle Fiandre. Si classifica quarantaseiesimo.

## Palmarès
- 2007 (Gavardo Tecmor)

Medaglia d'Oro Consorzio Marmisti della Valpantena
- 2008 (Gavardo Tecmor)

Trofeo Edil C
- 2019 (Bora-Hansgrohe, una vittoria)

12ª tappa Giro d'Italia (Cuneo > Pinerolo)

### Altri successi
- 2010 (Team NetApp)

Criterium di Plombières
- 2012 (Team NetApp)

2ª tappa, 2ª semitappa Settimana Internazionale di Coppi e Bartali (Gatteo > Gatteo, cronosquadre)
- 2015 (Bora-Argon18)

1ª tappa Giro del Trentino (Riva del Garda > Arco, cronosquadre)
- 2016 (Bora-Argon18)

Classifica scalatori Tirreno-Adriatico

## Piazzamenti

### Grandi Giri
- Giro d'Italia

2012: 107º
2017: 115º
2018: 108º
2019: 74º
2020: 94º
2021: 103º
2022: 120º
2023: 101º
- Tour de France

2016: 128º
- Vuelta a España

2016: 93º
2017: ritirato (8ª tappa)
2021: 107º

### Classiche monumento
- Milano-Sanremo

2014: 67º
2015: 124º
2016: 128º
2017: 68º
2018: 89º
2020: 52º
2021: 92º
2022: 54º
2023: ritirato
- Liegi-Bastogne-Liegi

2014: 54º
2015: ritirato
2016: 145º
2017: 105º
2018: 84º
2019: 53º
2021: 115º
2022: 77º
- Giro di Lombardia

2013: ritirato
2014: 83º
2015: 14º
2018: ritirato
2019: 58º
2020: 47º
2021: ritirato

### Competizioni mondiali
- Campionati del mondo

Fiandre 2021 - In linea Elite: 46º

### Competizioni europee
- Campionati europei

Monaco di Baviera 2022 - In linea Elite: 56°
Drenthe 2023 - In linea Elite: 62°